# Arthur Christensen
Pour les articles homonymes, voir Christensen.
Arthur Emanuel Christensen (9 janvier 1875 – 31 mars 1945) est un orientaliste danois spécialisé de la philologie et du folklore iraniens.

## Biographie
Né en 1875 à Copenhague, Christensen obtient son doctorat en 1903. C'est Les Mille et Une Nuits qui éveille son intérêt pour le Moyen-Orient. Le sujet de sa thèse de doctorat porte sur Omar Khayyam, un mathématicien renommé iranien. Promu professeur à l'Université de Copenhague en 1919, il devient ainsi le premier universitaire danois à détenir ce titre dans le domaine de la philologie iranienne.